# 카이 키스크
카이 키스크(Ky Kiske, 일본어: カイ・キスク)는 2D 대전격투게임  길티기어 시리즈의 등장인물이다.
성기사단의 2대 단장.